# Anne Frank
Anne Frank (pravo ime Annelies Marie Frank; Frankfurt na Majni, 12. lipnja 1929. – sabirni logor Bergen-Belsen, ožujak 1945.), jedna je od židovskih žrtava holokausta, posmrtno postala poznata objavljivanjem "Dnevnika Anne Frank" 1947. godine, u kojem dokumentira svoj život u skrivanju od 1942. do 1944., tijekom njemačke okupacije Nizozemske u Drugom svjetskom ratu. 

## Rani život
Frank je rođena kao Annelies Marie Frank, 12. lipnja 1929. u klinici Crvenog križa Maingau u Frankfurtu, Njemačkoj. Njezina majka bila je Edith Frank (rođena Holländer), a otac Otto Heinrich Frank. Imala je stariju sestru Margot. Franci su bili liberalni Židovi i nisu poštovali sve običaje i tradiciju judaizma. Živjeli su u asimiliranoj zajednici židovskih i nežidovskih građana različitih religija. Edith i Otto bili su zainteresirani za znanstveni rad i imali su bogatu knjižnicu; oba su roditelja poticala djecu na čitanje. U vrijeme Anneina rođenja obitelj je živjela u kući na adresi Marbachweg 307, gdje su unajmili dva kata. Godine 1931. obitelj se preselila u Ganghoferstrasse 24, u moderno područje Dornbuscha, zvano Dichterviertel (Pjesnička četvrt). Obje kuće još postoje.

## Životopis
Obitelj Frank je bila liberalna židovska obitelj koja je živjela u Frankfurtu na Majni. Dolaskom nacista na vlast u Njemačkoj, Židovi su postupno postali nepoželjni. Cijela je obitelj u ožujku 1933. godine izbjegla u Amsterdam, gdje su nastavili normalan život, a Anne je išla u školu. Nakon njemačke okupacije Nizozemske, morali su od srpnja 1942. godine živjeti u tajnom skloništu, dok ih 4. kolovoza 1944. godine nije otkrio Gestapo i otpremio u njemačke sabirne logore, gdje su svi iz obitelji, osim oca, umrli. Nakon rata ocu je vraćen Annin dnevnik o godinama provedenim u neprekidnu strahovanju i u potpunoj izolaciji. Otto Frank nije želio da se zaboravi sudbina njegove kćeri pa je dnevnik objavio pod naslovom "Tajno skrovište".

## Dnevnik Anne Frankna hrvatskom
Prema Katalogu Nacionalne i sveučilišne knjižnice u Zagrebu, Dnevnik Anne Frank objavljen je na hrvatskom (i srodnim jezicima) desetak puta od 1969. godine. Dvaput je preveden s engleskog (Zagorka Lilić, Giga Gračan), jednom s njemačkog (Ana Šegvić), a najnovije izdanje je prijevod s nizozemskog izvornika (Svetlana Grubić).

## Vanjske poveznice

### Sestrinski projekti
|  | Zajednički poslužitelj ima još gradiva o temi Anne Frank |
|  | Wikicitati imaju zbirke citata o temi Anne Frank         |

### Mrežna mjesta
- Službene stranice posvećene Anni Frank (njem. i po izboru)
- Rosana Ratković, Kuća Anne Frank, Informatica museologica 3-4/2006.